# Oberkotzau (stacja kolejowa)
Oberkotzau (niem: Bahnhof Oberkotzau) – stacja kolejowa w Oberkotzau, w kraju związkowym Bawaria, w Niemczech. Jest węzłem kolejowym na liniach Bamberg – Hof, Cheb – Oberkotzau i Ratyzbona – Oberkotzau.
Według klasyfikacji Deutsche Bahn posiada kategorię 5.

## Budynek
Dawny budynek dworca jest obecnie zabytkiem architektury. Jest to dwupiętrowy budynek z czterospadowym dachem i lizenami. Architektura budynku zawiera elementy klasycyzmu i neoklasycyzmu. Budynek został zbudowany na działce w kształcie klina pomiędzy liniami do Selb–Eger/Cheb i do Bambergu lub Ratyzbony.

## Linie kolejowe
- Bamberg – Hof
- Cheb – Oberkotzau
- Ratyzbona – Oberkotzau